# Macrocera abdominalis
Macrocera abdominalis är en tvåvingeart som beskrevs av Toyohi Okada 1937. Macrocera abdominalis ingår i släktet Macrocera och familjen platthornsmyggor. Inga underarter finns listade i Catalogue of Life.